# Plenotocepheus discrepans
Plenotocepheus discrepans är en kvalsterart som beskrevs av Grobler 1995. Plenotocepheus discrepans ingår i släktet Plenotocepheus och familjen Tetracondylidae. Inga underarter finns listade i Catalogue of Life.